# Jorge Quiroga Ramírez
Jorge Fernando Quiroga Ramírez, detto Tuto (Cochabamba, 5 maggio 1960), è un politico boliviano. È stato Presidente della Bolivia dal 7 agosto 2001 al 6 agosto 2002.

## Biografia
Nel 2005 corse per la presidenza con una coalizione di centro-destra Poder Democrático Social (PODEMOS), ma perse l'elezione a favore di Evo Morales, candidato del Movimento per il Socialismo (MAS), ottenendo il 28,62% dei suffragi.